# 아이오니티

아이오니티(IONITY)는 벤츠의 전기자동차 고속 충전소를 말한다. 테슬라 슈퍼차저와 같은 개념이다.

## 역사
벤츠가 BMW, 폭스바겐과의 합작회사인 아이오니티(IONITY)를 통해 5분 충전해서 100km를 달릴 수 있는 350KW의 고압충전기를 개발 중이다. 아이오니티는 기존 50kW급 또는 100kW급을 뛰어넘는 초고속 전기차 충전기 구축에 나설 전망이다. 만일 150kW급 충전기로 전기차 충전이 진행된다면 10분만에 충전이 가능하며, 350kW급 충전기로 5분 충전이 가능한 것이다.
2017년 11월 3일, 2020년까지 400여 개의 고출력 충전소 설치를 목표로 하는 아이오니티에 포르쉐가 참여했다.
독일 부품업체 콘티넨탈은 모든 충전기에서 전기차를 충전할 수 있는 공용 충전시스템인 AllCharge를 개발했다. AllCharge 시스템은 AC 단상, AC 3상 완속충전기와 DC 급속충전기 등 모든 충전기에서 항시 최대출력(800V, 350kW)으로 충전할 수 있으며, 5분 충전시 150km 주행 가능하다.

## BMW 패스트차지
2018년 12월 13일, BMW와 포르쉐가 공동개발한 패스트차지가 공개되었다. 450 kw 초급속 충전소로, 업계를 선도하고 있는 테슬라 슈퍼차저 보다 2배 이상 빠르다. 가솔린차 주유시간이 보통 5분 정도 걸리는데, 3분 초급속 충전으로 전기차가 100 km를 주행할 수 있다.
일본의 급속 충전소 규격인 차데모 3.0 규격은 발표되지 않았다. 그러나 일본은 중국의 GB/T과 공동으로 500 kW 초급속 충전 규격을 개발하기로 하였다.

## GS 칼텍스
2019년 1월 22일, GS 칼텍스가 LG 전자와 MOU를 체결했다. 기존의 GS 칼텍스 주유소에 350 kw 초급속 충전소를 설치할 계획이다.

## 같이 보기
- 테슬라 슈퍼차저